# Meng Guanliang
Meng Guanliang (Shaoxing, 24 januari 1977) was een Chinees, kanovaarder.
Meng won samen met Yang Wenjun olympisch goud in 2004 en 2008 in de C-2 500 meter. Op de wereldkampioenschappen behaalde Meng nooit een medaille.

## Belangrijkste resultaten

### Olympische Zomerspelen
| Editie | Plaats | Resultaten            |
| ------ | ------ | --------------------- |
| 2004   | Athene | C-2 500m 9e C-2 1000m |
| 2008   | Peking | C-2 500m              |

1976: Sergej Petrenko & Aleksandr Vinogradov ·
1980: László Foltán & István Vaskuti ·
1984: Matija Ljubek & Mirko Nišović ·
1988: Nicolae Juravschi & Viktor Reneiski ·
1992: Dmitri Dovgalenok & Aleksandr Maseikov ·
1996: Csaba Horváth & György Kolonics ·
2000: Ferenc Novák & Imre Pulai ·
2004: Meng Guanliang & Yang Wenjun ·
2008: Meng Guanliang & Yang Wenjun ·
2024: Liu Hao & Ji Bowen